# Šilo Malo
Šilo Malo je nenaseljeni otočić u hrvatskom dijelu Jadranskog mora.
Njegova površina iznosi 0,021 km². Dužina obalne crte iznosi 0,63 km.

## Vanjske poveznice
|  | Zajednički poslužitelj ima još gradiva o temi Šilo Malo |